# Național-bolșevism

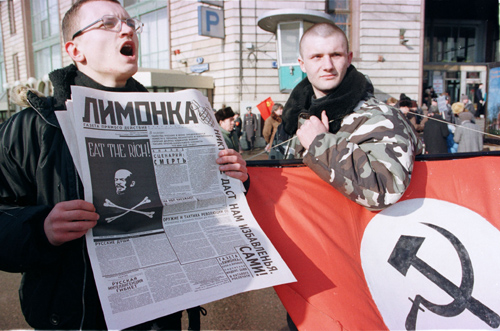
Membri ai Partidului Național Bolșevic în 2006.

Național-bolșevismul (în rusă национал-большевизм; în germană Nationalbolschewismus) este o ideologie politică care combină elemente fasciste - cu precădere din fascismul rus⁠(d) - cu bolșevismul. Susținătorii acestei ideologii sunt cunoscuți sub denumirea de Nazbols (în rusă нацболы; în germană Nationalbolschewisten).
Printre cei mai importanți susținători ai național-bolșevismului în Germania sunt Ernst Niekisch (1889–1967), Heinrich Laufenberg (1872–1932) și Karl Otto Paetel (1906–1975), iar în Rusia Nikolay Ustryalov (1890–1937) și adepții săi,.
Susținătorii contemporani ai acestei ideologii sunt Aleksandr Dughin și Eduard Limonov, ambii foști lideri ai Partidului Național-Bolșevic din Rusia.

## Național-bolșevismul rus

### Partidul Național-Bolșevic
Actualul Partid Național-Bolșevic (NBP) a fost înființat în 1992 sub denumirea de Frontul Național-Bolșevic, format din șase mici grupuri. Partidul a fost condus de către Eduard Limonov. Acesta din urmă alături de Dugin au încercat să unească radicalii extremei drepte și a celei stângi în cadrul aceleiași platforme. Dugin îi considera pe aceștia poziționați în centrul spectrului extremist, între fascism și comunism. Primele politici și acțiuni ale grupului denotă o simpatie vădită față de naționaliștii radicali⁠(d), însă păstrează o legătură ideologică cu o anumită formă de marxism pe care Dugin o caracterizează drept „Marx fără Feuerbach”. În 1998, Dugin și susținătorii săi au părăsit partidul, iar NBP s-a deplasat spre stânga spectrului politic. Mai mult, aceștia au început să-i acuze pe Dugin și pe adepții acestuia de aspirații fasciste. Mai târziu, acesta a devenit consilier al politicianului rus Serghei Narîșkin și un apropiat al Kremlinului.
La început un opozant al regimului lui Vladimir Putin, Limonov a liberalizat la început partidul și s-a alăturat grupurilor de stânga și a celor liberale în Frontul Civil Unit⁠(d). Punctele sale de vedere au suferit modificări odată cu tulburările civile proruse din Ucraina, moment în care a susținut acțiunile lui Putin.